# 龙溪股份
福建龙溪轴承（集团）股份有限公司（简称龍溪股份）（上交所：600592），國機集團和國機資產管理公司及有關合營公司，总部位于中国福建省漳州市延安北路，是在1958年成立。
其主要業務生產关节轴承、圆锥滚子轴承、齿轮、变速箱及汽车配件等。現任董事长曾凡沛。
旗下企業包括：福建省永安轴承有限责任公司、福建省三明齿轮箱有限责任公司、福建金柁汽车转向器有限公司、福建省联合轴承公司、漳州市金驰汽车配件有限公司、长沙波德冶金材料有限公司和漳州金田机械有限公司等。